# Heteroconus peyrierasi
Heteroconus peyrierasi är en skalbaggsart som beskrevs av Roger Paul Dechambre 1976. Heteroconus peyrierasi ingår i släktet Heteroconus och familjen Dynastidae. Inga underarter finns listade i Catalogue of Life.